# Giải bóng đá hạng nhất quốc gia Bỉ 1927–28
Đây là thống kê của Giải bóng đá hạng nhất quốc gia Bỉ mùa giải 1927-28.

## Tổng quan
Giải có sự tham gia của 14 đội, và Beerschot giành chức vô địch.

## Bảng xếp hạng
| Vị thứ | Đội bóng                    | St | T  | H | B  | BT | BB | Đ  | HS  | Ghi chú                          |
| ------ | --------------------------- | -- | -- | - | -- | -- | -- | -- | --- | -------------------------------- |
| 1      | Beerschot                   | 26 | 23 | 2 | 1  | 85 | 26 | 48 | +59 |                                  |
| 2      | Standard Liège              | 26 | 17 | 3 | 6  | 90 | 55 | 37 | +35 |                                  |
| 3      | Cercle Brugge K.S.V.        | 26 | 16 | 2 | 8  | 69 | 55 | 34 | +14 |                                  |
| 4      | K Berchem Sport             | 26 | 12 | 3 | 11 | 49 | 45 | 27 | +4  |                                  |
| 5      | Lierse S.K.                 | 26 | 12 | 2 | 12 | 48 | 54 | 26 | -6  |                                  |
| 6      | La Gantoise                 | 26 | 10 | 4 | 12 | 58 | 58 | 24 | 0   |                                  |
| 7      | Royal Antwerp FC            | 26 | 9  | 6 | 11 | 52 | 64 | 24 | -12 |                                  |
| 8      | Royale Union Saint-Gilloise | 26 | 10 | 3 | 13 | 46 | 52 | 23 | -6  |                                  |
| 9      | RC de Gand                  | 26 | 10 | 3 | 13 | 49 | 60 | 23 | -11 |                                  |
| 10     | K.R.C. Mechelen             | 26 | 10 | 2 | 14 | 59 | 65 | 22 | -6  | Playoff xuống hạng do bằng điểm. |
| 11     | Daring Club                 | 26 | 8  | 6 | 12 | 44 | 58 | 22 | -14 | Playoff xuống hạng do bằng điểm. |
| 12     | Club Brugge K.V.            | 26 | 9  | 4 | 13 | 53 | 58 | 22 | -5  | Playoff xuống hạng do bằng điểm. |
| 13     | R.R.C. Bruxelles            | 26 | 8  | 6 | 12 | 43 | 59 | 22 | -16 | Playoff xuống hạng do bằng điểm. |
| 14     | R.S.C. Anderlecht           | 26 | 4  | 2 | 20 | 46 | 82 | 10 | -36 | Xuống hạng Division I            |

## Playoff Xuống hạng
| Vị thứ | Đội bóng         | St | T | H | B | BT | BB | Đ | HS | Ghi chú               |
| ------ | ---------------- | -- | - | - | - | -- | -- | - | -- | --------------------- |
| 1      | Daring Club      | 3  | 3 | 0 | 0 | 7  | 2  | 6 | +5 |                       |
| 2      | K.R.C. Mechelen  | 3  | 1 | 1 | 1 | 7  | 4  | 3 | +3 |                       |
| 3      | R.R.C. Bruxelles | 3  | 1 | 1 | 1 | 4  | 5  | 3 | -1 |                       |
| 4      | Club Brugge K.V. | 3  | 0 | 0 | 3 | 2  | 9  | 0 | -7 | Xuống hạng Division I |